# Pachorhopala maculiventris
Pachorhopala maculiventris – gatunek chrząszcza z rodziny kusakowatych i podrodziny rydzenic.
Gatunek ten opisał po raz pierwszy w 1996 roku Roberto Pace na łamach „Revue suisse de Zoologie”. Jako lokalizację typową wskazano Irangi Forest w kenijskim hrabstwie Embu.
Chrząszcz o silnie błyszczącym, wydłużonym w zarysie ciele długości 4,8 mm. Głowa jest brązowa, o mocno zatartym, a na pośrodkowej linii podłużnej całkiem nieobecnym punktowaniu i pozbawiona siateczkowania. Czułki mają człony pierwszy i drugi żółtoczerwonawe, człony od trzeciego do dziesiątego czarne, a jedenasty brązowy. Rudożółte przedplecze jest niesiateczkowane, z wyjątkiem podłużnej linii środkowej, krawędzi tylnej i okolic przed tylnymi kątami wyraźnie, pępkowato punktowane. Brązowe z wyjątkiem nasady i brzegów zewnętrznych, znacznie szersze od przedplecza pokrywy mają wyraźne punktowanie i pozbawione są siateczkowania. Kolor odnóży jest rudożółty. Odwłok jest rudożółty z brązowymi kropkami pośrodku wolnych urotergitów trzeciego i czwartego, pozbawiony siateczkowania.
Owad afrotropikalny, znany wyłącznie z Kenii. Spotkany na rzędnych 2000 m n.p.m.